# トリフィライト
トリフィライト（英: triphylite、独: triphylin）とは、
LiFe2+PO4なる化学式で表されるリチウム鉄(II)リン酸塩鉱物のこと。トリフィル石とも。トリフィライト族（英: triphylite group）の一種。

## 概要

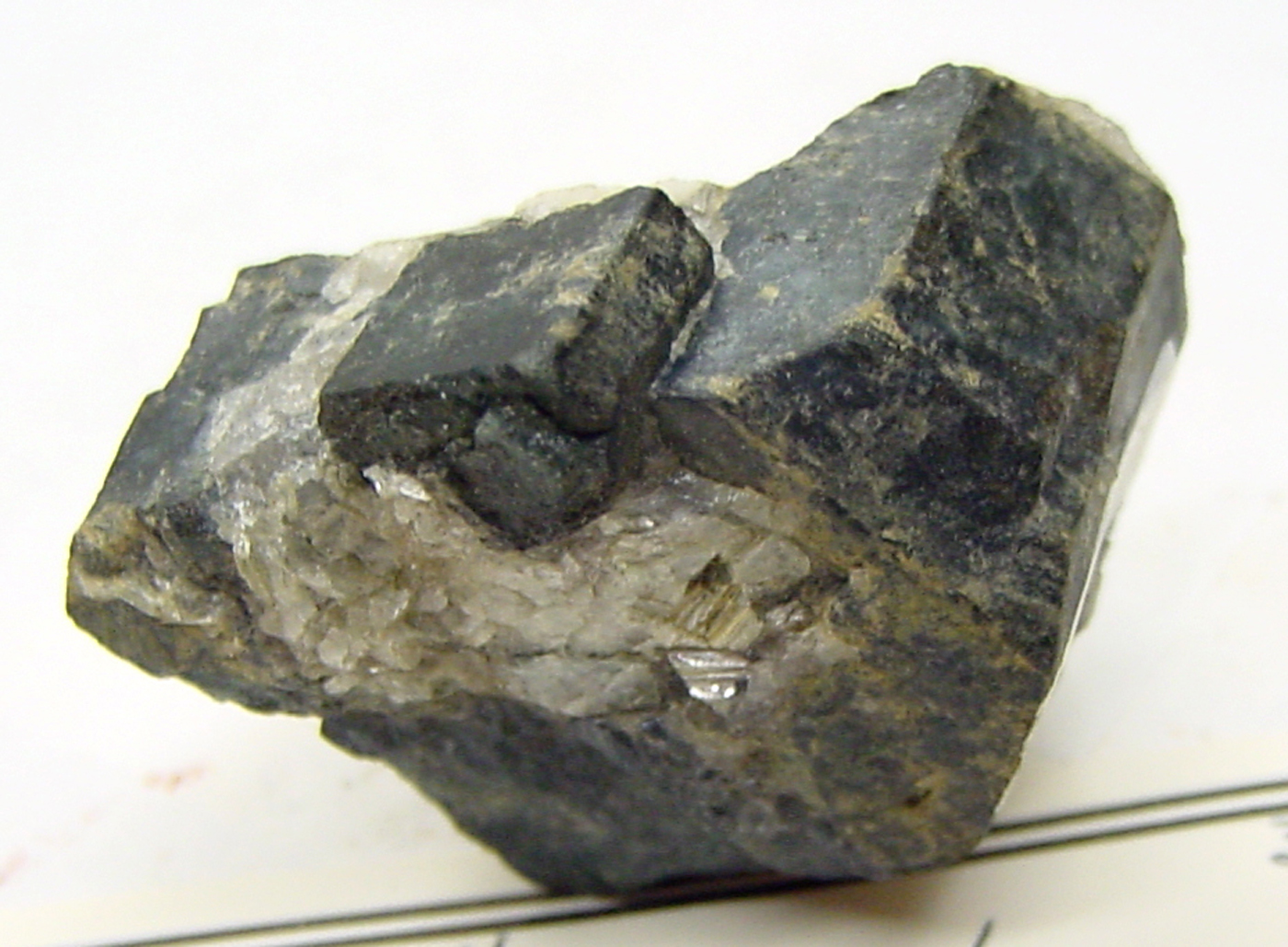
トリフィライト

トリフィライトはしばしばリチウムマンガン(II)リン酸塩であるリチオフィライトと完全な固溶体を形成する。トリフィライトとリチオフィライトは構造が同じであるため、マンガン種とリチウム種いずれがリッチかにより分類される。
トリフィライトはギリシャ語で「3つのグループ」を意味する。3種類の金属カチオン(リチウム、マンガン、鉄)を含むため、このように名付けられたとされる（ただし、今日では端成分に含まれるのはリチウムと鉄のみと判明している）。